# Médaille « Pour le retour de la Crimée »

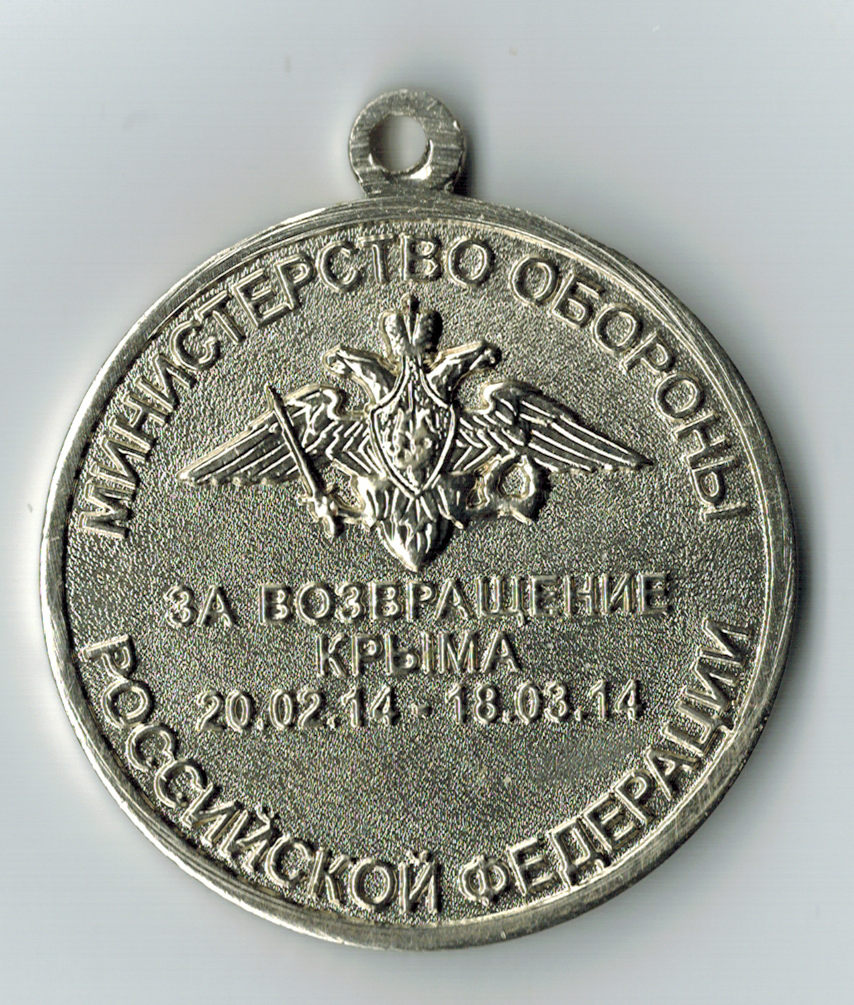
Revers de la médaille.

La médaille « pour le retour de la Crimée » (en russe : медаль «За возвращение Крыма») est une décoration officielle du ministère de la Défense de la fédération de Russie,,, créée le 21 mars 2014 par l'ordonnance no 160 du ministre de la Défense de la fédération de Russie à la suite de l'annexion de la Crimée par la Russie en 2014.

## Description
La médaille est en métal de couleur argent (maillechort) en forme de cercle de 32 mm de diamètre et a un bord convexe des deux côtés. Au centre de l'avers de la médaille se trouve une image en relief du contour de la péninsule de Crimée encadrée dans la partie inférieure par des branches de laurier et, à l'endroit où elles se croisent, une étoile à cinq branches.
Au revers de la médaille se trouve l'image en relief de l'emblème du ministère de la Défense de la fédération de Russie, sous laquelle est une inscription en relief en trois lignes : « ЗА ВОЗВРАЩЕНИЕ / КРЫМА / 20.02.14 — 18.03.14 » (POUR LE RETOUR / DE LA CRIMÉE / 20.02.14 - 18.03.14) ; sur le bord se trouve une inscription en relief : en haut - « МИНИСТЕРСТВО ОБОРОНЫ » (MINISTÈRE DE LA DÉFENSE), en bas - « РОССИЙСКОЙ ФЕДЕРАЦИИ » (DE LA FÉDÉRATION DE RUSSIE).
Sur le côté droit du ruban, il y a une bande orange de 10 mm de large bordée à droite par une bande noire de 2 mm de large et, à gauche, une bande blanche bordée à droite par une bande bleue et une bande rouge de 2 mm de large chacune.

## Historique
La médaille a été instaurée après que le président de la fédération de Russie, Vladimir Poutine, a signé le décret annexant la république de Crimée et Sébastopol à la Russie sur la base des résultats du référendum non reconnu internationalement.
Les premières médailles ont été décernées le 24 mars 2014 par le ministre de la Défense de la fédération de Russie Sergueï Choïgou à d'anciens membres de l'unité spéciale ukrainienne « Berkout » (dissoute le 25 février 2014), des militaires de l'infanterie de marine russes, des responsables du commandement de la flotte de la mer Noire de la marine russe et au chef du gouvernement autoproclamé de la république de Crimée, Sergueï Aksionov,,. Le site web du ministère de la Défense de la fédération de Russie ne signale pas l'existence de la médaille et la seule image du prix en est retirée peu de temps après la cérémonie. La médaille mentionne les dates 20.2.2014-18.3.2014, ce qui place la date de début de l'opération avant la destitution de Ianoukovitch.
Selon Écho de Moscou, le président Poutine aurait refusé la médaille numéro 1 qui lui était destinée, ce qui aurait donné à Alexandre Zaldostanov la première médaille. La médaille a été décernée près de 150 fois.